# Charles Ingalls

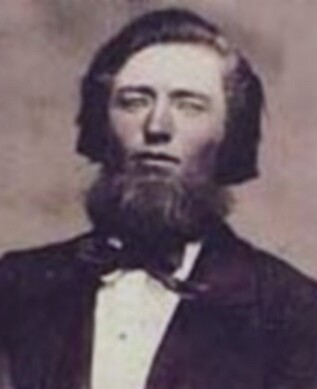
Charles Ingalls

Charles Philip Ingalls (* 10. Januar 1836 in Cuba, New York; † 8. Juni 1902 in De Smet, South Dakota) war der Vater von Laura Ingalls Wilder. Er ist bekannt als das Vorbild für die gleichnamige Figur aus der Serie Unsere kleine Farm, die sich sehr frei und unter Einbringung vieler fiktiver Ereignisse und Personen an die Bücher seiner Tochter anlehnt.

## Leben
Ingalls wurde als zweites der neun Kinder von Landsford Whiting Ingalls (1812–1896) und Laura Louise Colby Ingalls (1810–1883) geboren. Als er zwölf Jahre alt war, zog die Familie nach Illinois, von dort aus nach Wisconsin. Dort heiratete er am 1. Februar 1860 Caroline Quiner. Sie zogen zusammen nach Westen weiter und somit folgten zahlreiche weitere Umzüge. Er ging dabei seiner Wanderlust nach und hatte eine Abneigung gegenüber großen Städten und den sich dort befindenden Arbeitsmöglichkeiten. Die Familie zog von Wisconsin nach Kansas, danach wieder zurück nach Wisconsin, von dort nach Iowa, von dort aus nach Minnesota und schließlich 1879 ins Dakota-Territorium, wo er neben anderen Tätigkeiten als Friedensrichter arbeitete.
Ingalls starb zu Hause im Alter von 66 Jahren nach mehreren Wochen Krankheit. Er wurde im De Smet Cemetery beigesetzt.
Die Ingalls hatten fünf Kinder: Mary, Laura, Carrie, Charles Frederick (starb noch im ersten Lebensjahr) und Grace. Die Familie wurde bekannt durch die Buchserie seiner Tochter Laura Unsere kleine Farm (Originaltitel: Little House on the Prairie). In der Fernsehserie wurde Charles Ingalls von Michael Landon dargestellt.